# Saison 5 de Castle
Chronologie
Saison 4 Saison 6
Cet article présente les vingt-quatre épisodes de la cinquième saison de la série télévisée américaine Castle.

## Synopsis
Cette cinquième saison s'ouvre au matin de la première nuit d'amour entre Castle et Beckett qui clôturait la saison 4.
Elle possède deux épisodes spéciaux : le 5-19, qui est le centième de la série, est construit comme un pastiche explicite du film d'Alfred Hitchcock Fenêtre sur cour ; le 5-22, où les deux protagonistes font le bilan de leur relation, offre l'occasion de revoir de nombreux extraits des saisons précédentes.
À la fin de cette saison, Beckett se voit offrir de nouvelles perspectives professionnelles, tandis que Castle décide de donner une nouvelle impulsion à leur vie de couple.

## Distribution

### Acteurs principaux
- Nathan Fillion (VF : Guillaume Orsat) : Richard « Rick » Castle
- Stana Katic (VF : Anne Massoteau) : lieutenant Katherine « Kate » Beckett
- Jon Huertas (VF : Serge Faliu) : lieutenant Javier Esposito
- Seamus Dever (VF : Pierre Tessier) : lieutenant Kevin Ryan
- Tamala Jones (VF : Nadine Bellion) : Dr Lanie Parish
- Molly Quinn (VF : Adeline Chetail) : Alexis Castle, la fille de Castle
- Susan Sullivan (VF : Évelyne Séléna) : Martha Rodgers, la mère de Castle
- Penny Johnson Jerald (VF : Pascale Vital) : capitaine Victoria Gates

### Acteurs récurrents
- Arye Gross (VF : Philippe Siboulet) : Sydney Perlmutter, médecin légiste
- Jack Coleman (VF : Hervé Jolly) : William Bracken, un sénateur en conflit avec Beckett
- Maya Stojan (VF : Margaux Laplace) : Tory Ellis, officier chargée des recherches complexes

## Production

### Développement
Le 10 mai 2012, la série a été renouvelée pour une cinquième saison.
Jonathan Frakes sera le réalisateur d'un épisode de la cinquième saison.
Le 19 octobre 2012, ABC a commandé un épisode supplémentaire, totalisant ainsi 23 épisodes. Le 19e épisode de la saison sera le 100e épisode de la série.
Les épisodes 15 et 16 sont des épisodes doubles, diffusés les 18 et 25 février 2013,.
Le 5 février 2013, la chaîne a commandé un nouvel épisode supplémentaire portant la saison à 24 épisodes.

### Attribution des rôles
L'acteur Jack Coleman a un rôle récurrent lors de la saison.
Les acteurs Tahmoh Penikett, Chad Lindberg, Caroline Lagerfelt, Jodi Lyn O'Keefe et Tamara Braun ont obtenu un rôle le temps d'un épisode lors de la saison.
Darby Stanchfield (Meredith, l'ex-femme de Castle) est présente dans un épisode.
Les acteurs Jack Wagner, Nancy La Scala, Gina Torres, Gail O'Grady, Michael Dorn, Taylor Cole Michael Irby, Dylan Walsh, James Brolin et Cara Buono ont obtenu un rôle le temps d'un ou deux épisodes.

### Diffusions
Cette saison est diffusée :
- Aux États-Unis, depuis le 24 septembre 2012 sur le réseau ABC ;
- Au Canada, en simultané sur le réseau CTV ;
- En Italie, depuis le 13 novembre 2012 sur la chaîne satellitaire Fox Life.

La diffusion francophone se déroule ainsi :
- En Belgique, la saison est diffusée depuis le 27 mars 2013 sur RTL-TVI à raison de deux épisodes par semaine[25] ;
- En Suisse, depuis le 2 juin 2013 sur RTS Un[26] ;
- Au Québec, depuis le 26 août 2013 sur Séries+[27] ;
- En France, depuis le 2 septembre 2013 sur France 2 à raison d'un épisode par semaine[28].

## Liste des épisodes

### Épisode 1:Après la tempête
- États-Unis /  Canada : 24 septembre 2012 sur ABC[29] / CTV
- Belgique : 27 mars 2013 sur RTL-TVI[25],[30]
- Suisse : 2 juin 2013 sur RTS Un[26]
- Québec : 26 août 2013 sur Séries+[27]
- France : 2 septembre 2013 sur France 2[28]

- États-Unis : 10,45 millions de téléspectateurs[31] (première diffusion)
- Canada : 2,01 millions de téléspectateurs[32] (première diffusion)
- France : 5,3 millions de téléspectateurs[33] (première diffusion)

- Tahmoh Penikett (Cole Maddox/Cedric Marks)
- Maurice Warfield (le vice-président Russell)
- Geoff Pierson (Michael Smith)
- Valerie Azlynn (Officier Anne Hastings)
- Jack Coleman (VF : Hervé Jolly) : William Bracken

Après leur première nuit ensemble, Castle et Beckett se rendent compte et s'avouent l'un à l'autre que leur relation n'est pas basée sur un coup de tête. Mais Martha rentre plus tôt que prévu des Hamptons et interrompt leurs ébats matinaux : Richard, apeuré comme un adolescent, exige alors de Beckett qu'elle se cache dans le placard, ce qui la surprend désagréablement ; elle parvient néanmoins à quitter le loft sans se faire remarquer.
Ryan, supervisé par la capitaine Gates, a poursuivi la traque de Cole Maddox, mais peine à trouver de nouvelles pistes. Sans en avertir sa supérieure, il va informer Beckett des derniers développements de l'enquête, et la trouve chez elle en compagnie de Castle, qui a bien du mal à expliquer sa présence… Tous trois parviennent à identifier Michael Smith, l'ami de Montgomery et dernier rempart qui protège Beckett. Mais quand ils arrivent chez lui, il a déjà été agressé par Maddox, et des papiers qu'il détenait ont brûlé. Juste avant de partir en ambulance, Smith confie un indice important à Castle, qui permet de localiser le vrai dossier. De son côté, Esposito réussit grâce à l'un de ses anciens amis de l'armée à découvrir la véritable identité de Cole Maddox, et il le pourchasse. Kate et Richard se rendent dans un immeuble désaffecté pour prendre possession des preuves recueillies par Smith, mais ils y sont capturés par Maddox, qui les enferme. Libérés par Esposito, ils rejoignent le criminel. Celui-ci s'empare du dossier : l'objet était piégé, il explose, tuant Maddox mais pulvérisant les documents.
À partir des débris de papiers récupérés par Ryan après l'explosion, l'équipe tente de reconstituer comme un puzzle le dossier que détenait Smith. Ils découvrent ainsi un numéro de compte en banque, et à partir de là le nom de l'homme qui a commandité le meurtre de la mère de Kate. Il s'agit de William Bracken, un sénateur qui fait campagne pour sa réélection, et a même des ambitions présidentielles ; il a financé dans les années 1990 ses débuts dans la vie politique en récupérant les rançons des mafieux enlevés par l'équipe de policiers ripoux à laquelle appartenait Montgomery.
Castle et Beckett se rendent alors au chevet de M. Smith à l'hôpital. Ce dernier confirme l'implication de Bracken, mais conseille à Beckett de disparaître, comme il s'apprête à le faire ; elle refuse. Quelques minutes après le départ de Castle et Beckett, Smith décède, apparemment d'une crise cardiaque, mais d'inexplicables incohérences laissent plutôt penser à un meurtre.
Le lendemain, profitant du sommeil de Richard, Kate prend son arme et s'en va. À son réveil, Castle panique à l'idée que Kate ne soit allé tuer le sénateur, qui participe en ville à une levée de fonds pour sa campagne : Avec Ryan et Esposito, il se rue à l'hôtel où doit se trouver l'homme politique. Avant l'arrivée du trio, Kate parvient à négocier avec Bracken : s'il arrive quelque chose à elle ou à l'un de ses proches, les éléments qu'elle détient seront livrés au public, compromettant ainsi le sénateur.

### Épisode 2:Nuageux avec risques de meurtre
- États-Unis /  Canada : 1er octobre 2012 sur ABC / CTV
- Belgique : 27 mars 2013 sur RTL-TVI[25],[30]
- Suisse : 2 juin 2013 sur RTS Un[26]
- Québec : 2 septembre 2013 sur Séries+
- France : 9 septembre 2013 sur France 2

- États-Unis : 10,35 millions de téléspectateurs[34] (première diffusion)
- Canada : 1,81 million de téléspectateurs[35] (première diffusion)
- France : 5,3 millions de téléspectateurs[36] (première diffusion)

- Jodi Lyn O'Keefe (Kristina Coterra)
- Tyrees Allen (Harvey Milton)
- Shannon Lucio (Rebecca Fog)
- Christine Elise (Suzanne Rizzo)
- Josh Randall (Miles Haxton)

C'est la reprise du travail pour Kate après sa suspension. Elle avertit Richard que personne ne doit soupçonner qu'ils sont en couple, et qu'ils doivent absolument apparaître comme deux célibataires, l'administration ne tolérant pas les liaisons entre collègues. Mais tout le monde remarque certains changements, ce qui rend Beckett nerveuse.

L'ambiance est encore aggravée par l'animosité persistante entre Esposito et Ryan, depuis les évènements de la fin de la saison 4 concernant la traque de Cole Maddox. Mais leur solidarité lors d'un pugilat vient aider à réparer leur amitié.

### Épisode 3:Œil pour œil
- États-Unis /  Canada : 8 octobre 2012 sur ABC / CTV
- Belgique : 3 avril 2013 sur RTL-TVI[25]
- Suisse : sur RTS Un
- Québec : 9 septembre 2013 sur Séries+
- France : 16 septembre 2013 sur France 2

- États-Unis : 10,61 millions de téléspectateurs[37] (première diffusion)
- Canada : 1,85 million de téléspectateurs[38] (première diffusion)
- France : 5,4 millions de téléspectateurs[39] (première diffusion)

- Caroline Lagerfelt (Anjelica Henley)
- Rob Nagle (Kirby)
- Chad Lindberg (Marco Vinstrolli)
- John Littlefield (Joel Pratt)
- Dennis Cockrum (le commissaire-priseur)
- Kevin Brown (Percy Jenkins)

C'est un grand jour pour Alexis : elle fait ses cartons pour aller emménager dans sa chambre d'étudiante à Columbia. Martha annonce à Richard qu'elle est au courant depuis le premier jour qu'il a une liaison avec Kate, et lui conseille de l'annoncer à Alexis avant que celle-ci ne les surprenne à l'improviste en pleins ébats. Kate est affolée lorsque Richard lui annonce qu'il a parlé à sa fille, craignant que les on-dit sur leur relation ne finissent par venir jusqu'aux oreilles de la capitaine Gates.
L'équipe enquête sur la mort de Wendy Dupree, 25 ans, une serveuse de Philadelphie. Avant de mourir, elle avait réussi à écrire les lettres LIE avec son propre sang. Les investigations établissent que Wendy avait un frère jumeau du nom de Wendell Dupree. Ce dernier est mort fauché par une rame de métro, mais sa sœur suspectait peut-être un meurtre. Castle découvre la signification du message sanglant laissé par la victime, qui explique la raison pour laquelle Wendy était venue à New York. Beckett et ses partenaires s'intéresse dès lors à un box rempli d'objets apparemment sans intérêt, et à un cambriolage dont a été victime la richissime Angelica Henley.

### Épisode 4:Meurtre dans les Hamptons
- États-Unis /  Canada : 15 octobre 2012 sur ABC / CTV
- Belgique : 3 avril 2013 sur RTL-TVI[25],[40]
- Québec : 16 septembre 2013 sur Séries+
- France : 23 septembre 2013 sur France 2

- États-Unis : 10,94 millions de téléspectateurs[41] (première diffusion)
- Canada : 2,03 millions de téléspectateurs[42] (première diffusion)
- France : 5,5 millions de téléspectateurs[43] (première diffusion)

- David Burke (le chef John Brady)
- J.R. Nutt (Casius McMurray)
- Shane Johnson (l'adjoint Adam Jones)
- Brian Howe (Aaron Lerner)
- Tamara Braun (Natalia Roosevelt)

Richard a décidé d'emmener Kate en week-end, dans sa maison dans les Hamptons. Au moment du départ, Alexis et la mère de Richard lui donnent les dernières recommandations pour ne pas décevoir Kate, alors qu'au poste de police, Esposito et Ryan complotent afin de trouver qui est le nouveau petit ami de Beckett.
Lors de leur arrivée et la visite de la maison, le couple se prépare à prendre un bain de minuit, quand un homme ensanglanté vient s'écrouler dans la piscine de Richard. La victime est Randall Franklin, un employé d'une banque. L'affaire se classe rapidement, avec l'arrestation d'un trafiquant de drogue, mais Richard a un doute. Kate supplie Richard de ne pas penser au meurtre de Franklin, car ils sont en vacances, mais il réussit à convaincre cette dernière d'enquêter sur le meurtre. Avec l'aide de Ryan et Esposito, qui sont à New York, Richard, Kate et le chef Brady (des Hamptons) réussissent à trouver le meurtrier.

### Épisode 5:Sans doute possible
- États-Unis /  Canada : 29 octobre 2012 sur ABC / CTV
- Belgique : 10 avril 2013 sur RTL-TVI[25],[44]
- Québec : 23 septembre 2013 sur Séries+
- France : 30 septembre 2013 sur France 2

- États-Unis : 10,84 millions de téléspectateurs[45] (première diffusion)
- Canada : 1,91 million de téléspectateurs[46] (première diffusion)
- France : 6,2 millions de téléspectateurs[47] (première diffusion)

- Alexa Havins (Elle Daniels)
- Romi Dias (Toni Gonzalez)
- Gerald Downey (Lloyd Kurtzman)
- Michael Mosley (Jerry Tyson)

Alexis est de retour à la maison et en profite pour dévaliser le frigo de Castle.
L'équipe de Beckett enquête sur la mort de Tessa Horton. Elle a été retrouvée accrochée avec du fil barbelé, au plafond du salon et un symbole gravé sur le front. Les premiers soupçons vont se tourner vers son mystérieux petit ami, mais les résultats des empreintes et des preuves vont désigner Richard Castle comme le suspect numéro 1 de l'affaire. Bien vite, Richard est arrêté pour le meurtre de Tess. Richard continue à clamer son innocence. Alors qu'il est en cellule au poste de police, Richard a la désagréable surprise d'avoir la visite de Jerry Tyson, le triple tueur (3XK), qui lui avoue avoir préparé ce piège pour que Richard aille en prison, afin de se venger. De son côté, Kate tente désespérément d'innocenter Richard.

### Épisode 6:Tueur intergalactique
- États-Unis /  Canada : 5 novembre 2012 sur ABC / CTV
- Belgique : 10 avril 2013 sur RTL-TVI[25]
- Québec : 30 septembre 2013 sur Séries+
- France : 7 octobre 2013 sur France 2

- États-Unis : 10,02 millions de téléspectateurs[48] (première diffusion)
- Canada : 1,77 million de téléspectateurs[49] (première diffusion)
- France : 6,3 millions de téléspectateurs[50] (première diffusion)

- Armin Shimerman (Benjamin Donnelly)
- Ed Quinn (Gabriel Winters)
- Christina Moore (Stephanie Frye)
- Erin Way (Audrey O'Neill)
- Chris McKenna (Simon Westport)

Richard Castle est à une convention de fans, en train de signer des autographes pour la bande dessinée sur Derrick Storm, quand Kate vient le chercher. Elle lui annonce qu'il y a une personne morte à l'intérieur du vaisseau de la série Nebula 9. Croyant à une plaisanterie, Richard se voit contraint de pénétrer à l'intérieur du vaisseau de la série, qu'il trouve ringarde et nulle. La victime est Annabelle Collins, 28 ans. Elle est la « propriétaire » de la série qu'elle a rachetée quand celle-ci a quitté les ondes, et l'idéatrice de sa résurrection à la convention de fans de Science-Fiction. Plusieurs personnes sont suspectées par l'équipe de Beckett, soit Gabriel Winster (comédien dans la série Nebula 9), Audrey et Davis (amis d'Annabelle), Stephanie Fry (comédienne dans la série Nebula 9) et Simon Wesport (un fan de la série). C'est par un malheureux concours de circonstances que Kate et Castle démasqueront le meurtrier.
Au cours de l'enquête, Castle croise Alexis à la convention des fans, dans une tenue très sexy. Cela perturbera Castle, mais Kate tentera de minimiser la chose.

### Épisode 7:Rock haine roll
- États-Unis /  Canada : 12 novembre 2012 sur ABC / CTV
- Belgique : 17 avril 2013 sur RTL-TVI[25]
- Québec : 7 octobre 2013 sur Séries+
- France : 14 octobre 2013 sur France 2

- États-Unis : 10,07 millions de téléspectateurs[51] (première diffusion)
- Canada : 1,87 million de téléspectateurs[52] (première diffusion)
- France : 6,3 millions de téléspectateurs[53] (première diffusion)

- C. Thomas Howell (John Campbell)
- Andrew J. West (Keith Blue)
- Max Arciniega (Billy Bash)
- Chris Coy (Zeke)
- Hunter Jackson (James Swan)
- Daniel Roebuck (Joe Silva)
- Sarah Scott (Butterfly)

### Épisode 8:Seuls dans la nuit
- États-Unis /  Canada : 19 novembre 2012 sur ABC / CTV
- Belgique : 17 avril 2013 sur RTL-TVI[25]
- Québec : 14 octobre 2013 sur Séries+
- France : 21 octobre 2013 sur France 2

- États-Unis : 10,36 millions de téléspectateurs[54] (première diffusion)
- Canada : 1,8 million de téléspectateurs[55] (première diffusion)
- France : 5,9 millions de téléspectateurs[56] (première diffusion)

- Tony Denison (Michael « Mickey » Dolan)
- Patrick Fischler (Leo)
- Scott Paulin (Jim Beckett)
- Bonita Friedericy (sœur Mary)

Richard et Kate reçoivent à dîner leurs parents respectifs : Martha pour Richard et Jim pour Kate. Le repas tourne en querelle quand Martha et Jim découvrent que l'opinion de l'un sur un sujet est tout le contraire de l'autre. Cette situation est ensuite source de conflit entre Kate et Richard durant la nouvelle enquête.

### Épisode 9:Pas de pitié pour le Père Noël
- États-Unis /  Canada : 3 décembre 2012 sur ABC / CTV
- Belgique : 24 avril 2013 sur RTL-TVI[25]
- Québec : 21 octobre 2013 sur Séries+
- France : 16 décembre 2013 sur France 2

- États-Unis : 8,5 millions de téléspectateurs[57] (première diffusion)
- Canada : 1,82 million de téléspectateurs[58] (première diffusion)
- France : 6,3 millions de téléspectateurs[59] (première diffusion)

- Dakin Matthews (Dave Dunne)
- Leslie Hope (Gwenn Harwin)
- Tembi Locke (Beth Cabot)
- Steven Eckholdt (Michael Case)
- Titus Makin, Jr. (Tim Cabot)

Le monde de Richard Castle s'écroule à la veille de Noël. Alors qu'il est en train d'installer les décorations de Noël avec Alexis, cette dernière lui annonce qu'elle ne sera pas présente au réveillon. Alexis a un nouveau petit ami, qui se prénomme Max et elle veut le voir avant qu'il parte pour les vacances de Noël. Richard est déçu car il espérait perpétuer la tradition de Noël de sa famille. En plus de sa déception, Kate annonce à Richard qu'elle ne peut pas aller à son réveillon de Noël puisqu'elle est de garde au poste de police. Castle découvre que Kate lui a menti sur sa garde et ne comprend pas la raison.
Au poste de police, Gates est furieuse à l'idée de passer un autre réveillon de Noël avec sa belle-mère. Alors qu'Esposito et Ryan passent habituellement leur réveillon ensemble, Kevin lui annonce qu'il va plutôt passer Noël avec Jenny. Esposito découvre la raison de ce refus de poursuivre la tradition. Javier drague à nouveau Lanie.

### Épisode 10:Pour le meilleur et pour le pire
- États-Unis /  Canada : 7 janvier 2013 sur ABC / CTV
- Belgique : 24 avril 2013 sur RTL-TVI[25]
- Québec : 28 octobre 2013 sur Séries+
- France : 28 octobre 2013 sur France 2

- États-Unis : 8,66 millions de téléspectateurs[60] (première diffusion)
- Canada : 1,9 million de téléspectateurs[61] (première diffusion)
- France : 5,9 millions de téléspectateurs[62] (première diffusion)

- Darby Stanchfield (Meredith)
- Jack Wagner (Billy Piper)
- Nancy Lee Grahn (Samantha Voss)
- Mark Deklin (Corey Francis / Noah Kesswood)
- Victoria Pratt (Jane Garrison / Leann Piper)

Alexis est malade. Elle a la mononucléose et reste chez Richard en attendant d'aller mieux. Au même moment, Meredith, l'ex-femme de Castle et la mère d'Alexis, débarque chez Richard. Cela ne fait pas l'affaire de Kate, qui vient vivre chez Richard, car son appartement s'est fait gazer au fumigène. Cette cohabitation entre Meredith et Kate agace cette dernière. Lanie en profite pour mettre la pression sur Kate pour défendre son couple devant Meredith. Meredith invite Kate à dîner, sans Richard. La situation va stresser Castle au plus haut point se demandant ce qu'elles vont dire sur lui. Au moment où Meredith part pour Paris, elle révèle à Kate la raison pour laquelle elle a divorcé. Cela va créer un doute en Kate sur la relation qu'elle a avec Castle.

### Épisode 11:Une soirée qui tue
- États-Unis /  Canada : 14 janvier 2013 sur ABC / CTV
- Belgique : 2 septembre 2013 sur RTL-TVI[25]
- Québec : 4 novembre 2013 sur Séries+
- France : 4 novembre 2013 sur France 2

- États-Unis : 9,14 millions de téléspectateurs[63] (première diffusion)
- Canada : 1,7 million de téléspectateurs[64] (première diffusion)
- France : 6,1 millions de téléspectateurs[65] (première diffusion)

- Taylor Cole (Regina Cane)
- Michael Irby (Shane Winters)
- Briana Barran (Holly Rhodes « DJ Beat »)
- Geno Monteiro (Tyrese Wilton)
- Nadji Anthony Jeter (Joey Malone)

### Épisode 12:Le Vice et la Vertu
- États-Unis /  Canada : 21 janvier 2013 sur ABC / CTV
- Belgique : 2 septembre 2013 sur RTL-TVI[25]
- Québec : 11 novembre 2013 sur Séries+
- France : 11 novembre 2013 sur France 2

- États-Unis : 8,82 millions de téléspectateurs[66] (première diffusion)
- Canada : 1,49 million de téléspectateurs[67] (première diffusion)
- France : 5,8 millions de téléspectateurs[68] (première diffusion)

- Kelly Hu (Scarlet Jones)
- Jordan Belfi (Beau Randolph)
- Chad Donella (Troy Strickland)
- Spencer Garrett (Evan Pierce)
- Gillian Alexy (Candice Mayfield)
- Conor O'Farrell (Ronald Armstrong)
- Anthony Starke (Gary Moore)
- Lex Medlin (Seth Parrino)
- Spencer Garrett (Evan Pierce)

Castle a découvert le « vlog » (un blog sous forme de capsule vidéo) d'Alexis. Il est furieux de voir que sa fille donne des informations personnelles et intimes de sa vie sur ce site. Martha et Kate tentent de le raisonner sans succès. Alexis s'explique avec son père sur son « vlog ».

### Épisode 13:Un choix cornélien
- États-Unis /  Canada : 4 février 2013 sur ABC / CTV
- Belgique : 9 septembre 2013 sur RTL-TVI[25]
- Québec : 18 novembre 2013 sur Séries+
- France : 18 novembre 2013 sur France 2

- États-Unis : 8,89 millions de téléspectateurs[69] (première diffusion)
- Canada : 1,61 million de téléspectateurs[70] (première diffusion)
- France : 5,9 millions de téléspectateurs[71] (première diffusion)

- Brett Rickaby (Robert McManus)
- Erin Krakow (Julie Rogers)
- Jack Coleman (Sénateur William H. Bracken)

### Épisode 14:Faux-Semblants
- États-Unis /  Canada : 11 février 2013 sur ABC / CTV
- Belgique : 9 septembre 2013 sur RTL-TVI[25]
- Québec : 25 novembre 2013 sur Séries+
- France : 23 décembre 2013 sur France 2

- États-Unis : 8,97 millions de téléspectateurs[72] (première diffusion)
- Canada : 1,54 million de téléspectateurs[73] (première diffusion)
- France : 5,1 millions de téléspectateurs[74] (première diffusion)

- Gina Torres (Penelope Foster)
- Gail O'Grady (Margo Cowan)
- Lachlan Buchanan (Stone Gower)
- Heather Ann Davis (Ashley Robinson)
- Chris Butler (Bob Foster)
- Patrick Fabian (Peter Monroe)
- Julian Stone (Mike Chilean)
- Joe Williamson (Charles Green)
- Nancy La Scala (Colette Robinson)
- Makinna Ridgway (Hannah Green)

L'équipe de Beckett enquête sur la mort d'Hannah Green, 23 ans, poignardée avec un couteau de cuisine. Richard fait remarquer à l'équipe que le couteau de cuisine coûte dans les 200 $. La victime travaillait sur l'émission de télé-réalité Les femmes de Wall Street, basée sur les épouses de traders ruinés par la crise qui ont repris les rênes de leurs familles. Bien vite, les soupçons se portent sur l'une des candidates, Penelope, mais celle-ci est innocentée. De fil en aiguille, les suspectes et suspects seront : Bob, l'époux de Penelope ; Margo Cowan, une autre candidate ; Peter Monroe, producteur de l'émission ; le milliardaire Chilean, vedette de l'émission Pool Shark et Stone Gower, le fils de Margo Cowan. L'équipe de Kate, avec l'aide du Capitaine Gates, vont découvrir la vraie raison qui a poussé le meurtrier à tuer Hannah, mais aussi un meurtrier qu'ils ne soupçonnaient pas.

### Épisode 15:Cible
- États-Unis /  Canada : 18 février 2013 sur ABC / CTV
- Belgique : 16 septembre 2013 sur RTL-TVI[25]
- France : 25 novembre 2013 sur France 2
- Québec : 2 décembre 2013 sur Séries+

- États-Unis : 9,85 millions de téléspectateurs[75] (première diffusion)
- Canada : 1,77 million de téléspectateurs[76] (première diffusion)
- France : 6 millions de téléspectateurs[77] (première diffusion)

- Dylan Walsh (agent du FBI Harris)
- Bernard White (Anwar El-Masri)
- Katherine Kamhi (Lina El-Masri)
- Karen David (Sara El-Masri)

- Cet épisode constitue une intrigue qui se poursuit dans l'épisode suivant[22].

### Épisode 16:La Chasse
- États-Unis /  Canada : 25 février 2013 sur ABC / CTV
- Belgique : 16 septembre 2013 sur RTL-TVI[25]
- France : 2 décembre 2013 sur France 2
- Québec : 9 décembre 2013 sur Séries+

- États-Unis : 10,77 millions de téléspectateurs[78] (première diffusion)
- Canada : 1,91 million de téléspectateurs[79] (première diffusion)
- France : 6,6 millions de téléspectateurs[80] (première diffusion)

- Dylan Walsh (agent du FBI Harris)
- James Brolin (Jackson Hunt, le père de Castle)
- Christopher Heyerdahl (Jacques Henri)
- Nestor Serrano (Gregory Volkov)
- Christopher Curry (en) (Gaston)

- Cet épisode constitue la deuxième partie de l'intrigue[22].

### Épisode 17:Morts de peur
- États-Unis /  Canada : 18 mars 2013 sur ABC / CTV
- Belgique : 23 septembre 2013 sur RTL-TVI[25]
- France : 9 décembre 2013 sur France 2
- Québec : 16 décembre 2013 sur Séries+

- États-Unis : 11,23 millions de téléspectateurs[81] (première diffusion)
- Canada : 2 millions de téléspectateurs[82] (première diffusion)
- France : 6,2 millions de téléspectateurs[83] (première diffusion)

- Wes Craven (lui-même)
- Alison Trumbell (Val Butler)
- Brad William Henke (Mark Heller)
- Romy Rosemont (l'infirmière Lockhart)
- Sean Whalen (Leopold Malloy)

Castle et l'équipe de Beckett enquêtent sur la mort de Val Butler qui a été retrouvée morte de peur dans son appartement. Les premiers soupçons se portent sur son ex-petit ami, Freddie Baker, mais quand celui-ci annonce que Val a reçu un paquet et qu'elle lui a dit des propos concernant le pouvoir maléfique, Kate doit l'innocenter et part à la recherche de ce mystérieux paquet. Dans l'appartement de Val, Kate et Richard trouve le paquet : il s'agit de plusieurs DVD. Richard écoute l'un d'eux et croit qu'il est la prochaine victime. Il élabore une théorie sur un esprit meurtrier.

### Épisode 18:Un passé insoupçonné
- États-Unis /  Canada : 25 mars 2013 sur ABC / CTV
- Belgique : 23 septembre 2013 sur RTL-TVI[25]
- Québec : 23 décembre 2013 sur Séries+
- France : 30 décembre 2013 sur France 2

- États-Unis : 10,57 millions de téléspectateurs[84] (première diffusion)
- Canada : 1,59 million de téléspectateurs[85] (première diffusion)
- France : 5,7 millions de téléspectateurs[86] (première diffusion)

- Juliana Dever (Jenny Ryan)
- Cara Buono (Siobhan O'Doul)
- Brian Letscher (Liam Finch)
- Christina Cox (Maggie Finch)
- Michael Rodrick (Robert « Bobby S » Shannon)
- Benito Martinez (Agent Sam Walker)

Beckett annonce à Castle qu'il parle en dormant. À plusieurs reprises, alors qu'il dormait, Richard a prononcé le prénom de Jordan. Cela intrigue Kate qui lui demande sans cesse qui est Jordan. Castle finit par lui avouer la vérité à propos de cette personne.
Au poste de police, l'équipe enquête sur la mort d'un pâtissier, Jimmy Whelan, dont le corps a été retrouvé dans un mélange de chocolat. Au début de l'enquête, Esposito trouve une mallette contenant 50 000 dollars dans le bureau de Whelan. Personne ne sait pourquoi il avait cette mallette, même pas son assistant. Bien vite, un lien est fait entre Whelan et la mafia irlandaise de New York. Alors que Kate avait terminé d'interroger Siobhan O'Doul, cette dernière tombe sur Kevin et l'embrasse devant Jenny. Kevin doit s'expliquer. C'est alors qu'arrive l'agent Sam Walker du FBI, un ancien collègue de Ryan, pour les aider à capturer le meurtrier et à y voir plus clair dans l'affaire. Kevin se propose de reprendre sa couverture, sous les traits de Fenton O'Connell afin de capturer Bobby S et récupérer « la Bible », un livre qui contrôle le gang de Bobby S.

### Épisode 19:La Vie des autres
- États-Unis /  Canada : 1er avril 2013 sur ABC / CTV
- Belgique : 30 septembre 2013 sur RTL-TVI[25]
- Québec : 30 décembre 2013 sur Séries+
- France : 6 janvier 2014 sur France 2

- États-Unis : 11,79 millions de téléspectateurs[87](première diffusion)
- Canada : 1,83 million de téléspectateurs[88] (première diffusion)
- France : 5,9 millions de téléspectateurs[89] (première diffusion)

- John Griffin (Gavin DeWinter)
- Raquel Alessi (Selena Rigas)
- Eric Nenninger (John Dessens)
- William DeVry (Dan Renner)
- Lauriane Gilliéron (Emily)

À la suite d'un accident de ski, Castle est coincé chez lui avec la jambe cassée, seul, sans sa mère. Pour faire une blague à son père, Alexis lui a donné une paire de jumelles afin qu'il puisse espionner ses voisins. S'ennuyant, Castle se met à se servir des jumelles, et assiste en direct à l'assassinat d'une jeune femme dans l'immeuble d'en face. Mais lorsqu'il en parle à Beckett, celle-ci ne le croit pas. Richard tente alors de lui prouver qu'il a bel et bien été témoin d'un meurtre, et avec l'aide d'Alexis, il échafaude un plan.
- L'épisode est construit comme un pastiche explicite d'un film d'Alfred Hitchcock de 1954 : Fenêtre sur cour [90].
- Dans la scène finale, Castle se demande combien d’enquêtes il a résolues avec Beckett, ce à quoi elle répond : « une centaine » ; puis ils trinquent aux cent prochaines. Il s'agit d'une célébration — sous la forme d'une mise en abyme — du fait que cet épisode est précisément le centième de la série. La title card qui apparaît lors du jingle est d'ailleurs modifiée à cette occasion : l'encre du stylo-plume forme le nombre 100.

### Épisode 20:À la recherche de l'homme-singe
- États-Unis /  Canada : 15 avril 2013 sur ABC / CTV
- Belgique : 30 septembre 2013 sur RTL-TVI[25]
- Québec : 6 janvier 2014 sur Séries+
- France : 13 janvier 2014 sur France 2

- États-Unis : 10,18 millions de téléspectateurs[91] (première diffusion)
- Canada : 1,69 million de téléspectateurs[92] (première diffusion)
- France : 5,7 millions de téléspectateurs[93] (première diffusion)

- Aaron Hill (Kurt Wilson)
- Raphael Sbarge (Dr Darrell Meeks)
- Palmer Davis (Garland Meeks)
- Albie Selznick (Dr Paul Devlin)

Castle n'en revient pas car de la nourriture disparaît depuis un mois. Il demande à Martha si c'est elle qui l'aurait mangée, mais celle-ci l'accuse d'avoir consommé la nourriture en pleine nuit, alors qu'il dormait. Alexis élabore une théorie de petits hommes qui viennent voler dans le réfrigérateur, mais Castle ne la croit pas. Il élabore un plan pour attraper le voleur de nourriture.

### Épisode 21:Protection rapprochée
- États-Unis /  Canada : 22 avril 2013 sur ABC / CTV
- Belgique : 7 octobre 2013 sur RTL-TVI[25]
- Québec : 13 janvier 2014 sur Séries+
- France : 20 janvier 2014 sur France 2

- États-Unis : 11,76 millions de téléspectateurs[94] (première diffusion)
- Canada : 1,78 million de téléspectateurs[95] (première diffusion)
- France : 6 millions de téléspectateurs[96] (première diffusion)

- Ioan Gruffudd (Eric Vaughn)
- Russ Bain (Bruno Toft)
- Andy Wagner (Lucas Shaw)
- Jamie Hill (Petra Visser)
- Erin Cardillo (Cindy Paralti)
- Scott Rinker (David Anderson)
- Maya Stojan (Tory Ellis)
- Robert Craighead (Arthur Felder)
- Michael Buonomo (Cory Harrison)
- Mark Bloom (Neal Morris)

Alors qu'elle s'apprêtait à passer une soirée romantique avec Rick, Kate est furieuse de s'apercevoir que celui-ci hésite à choisir entre elle et son jeu vidéo. Cette déception va se refléter tout au long de l'enquête, et révèle beaucoup de questionnements au sein du couple.
- À la suite des attentats du marathon de Boston, les épisodes 21 et 22 ont été intervertis[97].

### Épisode 22:Toute une histoire
- États-Unis /  Canada : 29 avril 2013 sur ABC / CTV
- Belgique : 7 octobre 2013 sur RTL-TVI[25]
- Québec : 20 janvier 2014 sur Séries+
- France : 27 janvier 2014 sur France 2

- États-Unis : 10,53 millions de téléspectateurs[98] (première diffusion)
- Canada : 1,88 million de téléspectateurs[99] (première diffusion)
- France : 6 millions de téléspectateurs[100] (première diffusion)

- Allan Louis (le capitaine Frank Mahoney, chef des démineurs)
- Adam Rose (Mike Boyer)
- Andy Goldenberg (Diego Jiminez)
- Stefan Marks (Archibald Fosse)

- Cet épisode offre de très nombreux flashbacks tirés de différents épisodes des 5 premières saisons, les deux protagonistes, devant l'imminence du danger, faisant le bilan de leurs aventures et de leur amour.
- Le rock qui accompagne l'un de ces passages rétrospectifs — celui des « tenues suggestives » de Beckett — est The Stroke (en) par Billy Squier (en).
- À la suite des attentats du marathon de Boston survenus le 15 avril, cet épisode jugé sensible, initialement conçu pour être diffusé le 22 avril, a été déplacé au 29 avril 2013[97]. L'ordre initialement prévu a été rétabli sur le DVD.
- Le résumé avant la diffusion aux États-Unis a été possible à la suite d'une erreur d'Itunes France car il était déjà disponible et en visionnement partout sur internet[101].
- Bien que créditées, Susan Sullivan et Molly Quinn n'apparaissent pas dans cet épisode.

### Épisode 23:Le Facteur humain
- États-Unis /  Canada : 6 mai 2013 sur ABC / CTV
- Belgique : 21 octobre 2013 sur RTL-TVI[25]
- Québec : 27 janvier 2014 sur Séries+
- France : 3 février 2014 sur France 2

- États-Unis : 10,84 millions de téléspectateurs[102] (première diffusion)
- Canada : 1,48 million de téléspectateurs[103] (première diffusion)
- France : 5,9 millions de téléspectateurs[104] (première diffusion)

- Carlos Bernard (Jared Stack)
- Catherine Dent (Beth Tanner)
- Hrach Titizian (Omar)
- Eric Lange (Simon Warburg)

### Épisode 24:Jeu de dupes
- États-Unis /  Canada : 13 mai 2013 sur ABC[105] / CTV
- Suisse : 19 octobre 2013 sur RTS Un[106]
- Belgique : 21 octobre 2013 sur RTL-TVI[25]
- Québec : 3 février 2014 sur Séries+
- France : 10 février 2014 sur France 2

- États-Unis : 11,16 millions de téléspectateurs[107] (première diffusion)
- Canada : 1,55 million de téléspectateurs[108] (première diffusion)
- France : 6,2 millions de téléspectateurs[109] (première diffusion)

- Scott Paulin (Jim Beckett)
- Kyle Secor (Anthony Freedman)
- Niko Nicotera (Ziff Falgrad)
- Mekenna Melvin (Talia McTeague)
- Stacy Edwards (Jessica Banks)

Beckett est au Ministère de la Justice à Washington pour passer un entretien d'embauche, à la suite de l'offre de l'agent Stack (dans l'épisode précédent). Elle n'a averti personne de ce déplacement. Pendant ce temps, Alexis questionne son père sur le fait qu'il n'a pas envoyé le chèque à son professeur pour son voyage d'étude au Costa Rica. Richard, inquiet pour sa fille depuis l'enlèvement de celle-ci, tente de la convaincre de renoncer à partir.
L'équipe de Beckett enquête sur la mort d'une femme qui a été retrouvée dans le réservoir d'eau d'un hôtel miteux. Elle s'est inscrite sous le nom de Crystal Sky et logeait dans l'immeuble depuis 10 jours ; elle passait auprès des autres résidents pour une prostituée. Ryan fait des recherches sur la victime et découvre que tout est faux et que sa véritable identité est Erika Albroock, brillante étudiante à Harvard ; les analyses de Lanie confirme qu'elle ne se prostituait pas. Les enquêteurs découvrent qu'Erika était s'était réfugiée là pour couvrir ses activités de piratage informatique : elle cherchait à pénétrer les serveurs d'un bureau d'avocats. Un suspect est vite identifié par l'équipe, mais malheureusement trop tard : l'homme a été « suicidé »…

En parallèle, la capitaine Gates annonce à Beckett qu'elle a appuyé fortement sa candidature au poste d'agent fédéral ; elle lui révèle en outre qu'elle a de très fortes chances de l'obtenir. Kate, qui se sait à la croisée des chemins, se confie à Lanie puis à son père sur ses hésitations et sur le risque que ses ambitions professionnelles font courir à sa relation avec Castle.

Esposito et Ryan s'aperçoivent de l'humeur changeante et soucieuse de Beckett et s'interrogent sur ce qui lui arrive. Ryan en profite pour annoncer à Esposito qu'il va être papa.

Castle découvre par hasard un billet d'avion pour Washington. Kate doit lui avouer son entretien d'embauche, ce qui rend son compagnon furieux qu'elle l'ait exclu de ses projets d'avenir.

- Le rap entendu au tout début de l'épisode est celui-là même qu'enregistraient les deux rapeurs venus de Floride dans l'épisode 3-14 de la série (en 2011), puis que Kate Beckett tentait de rejouer avec sa guitare à la fin du même épisode.
- La balançoire sur laquelle s’assoient les deux héros lors de leur rendez-vous à la fin de l'épisode, et au pied de laquelle Castle fait sa demande en mariage, est celle où ils s'étaient réconciliés dans l'épisode 4-01, puis où Beckett restait seule sous la pluie avant d'aller chez Castle pour lui avouer son amour, dans le final de la saison 4. C'est en ce même endroit qu'ils se retrouveront ensuite dans l'épisode 6-22, puis pour une scène importante du 7-23.
- Cet épisode est inspiré d'un fait réel ayant eu lieu au Cecil Hotel de Los Angeles le 19 Février 2013. Le corps d'Elisa Lam, une étudiante Canadienne de 21 ans, est retrouvé dans un réservoir d'eau sur le toit de l'hôtel : les clients s'étaient plaint de la couleur et du goût de l'eau.